# Robert Moffat Palmer
Robert Moffat Palmer (soms ook: Robert Moffet Palmer) (Syracuse (New York), 2 juni 1915 – Ithaca (New York), 3 juli 2010) was een Amerikaans componist, muziekpedagoog, violist en pianist.

## Levensloop
Palmer studeerde bij Bernard Rogers, Howard Hanson, Quincy Porter en Roy Harris aan de Eastman School of Music in Rochester (New York) en behaalde aldaar in 1938 zijn Bachelor of Music en in 1940 zijn Master of Music. Verder studeerde hij bij Aaron Copland tijdens het Tanglewood Music Festival.
Op 25 mei 1940 huwde hij met Alice Westcott Palmer.
Hij was van 1940 tot 1943 docent voor muziektheorie, compositie en piano aan de Universiteit van Kansas in Lawrence (Kansas). Vanaf 1943 tot aan zijn pensionering was hij professor voor compositie, muziektheorie en muziekanalyse aan de Cornell University in Ithaca (New York). Aan deze universiteit richtte hij de promotie-studie (Doctor of Musical Arts) op, de eerste binnen de Verenigde Staten. In het vak muziekanalyse gebruikte hij zijn idiosyncratische methode die van zijn studenten als "wallpaper"-methode betekend werd.
Als componist van "moderne" Amerikaanse muziek schreef hij meer dan 90 werken van expressieve piano epigrammen tot symfonieën. De manuscripten van de meeste van zijn werken vullen het bestand van de Olin bibliotheek aan de Cornell University. Palmer kreeg prijzen en onderscheidingen voor zijn werk, bijvoorbeeld studiebeursen van de National Academy of Arts and Letters (1946), de Solomon R. Guggenheim Foundation (1952 en 1960), uit het Fulbright-programma voor een studie in Italië (1960) en van het National Endowment for the Arts (1980).

## Composities

### Werken voor orkest
- 1940 Concerto, voor orkest
- 1945 Symphonic Variations, voor orkest
- 1953 Symfonie nr. 1
- 1963 Memorial Music
- 1965 Centennial Overture, voor orkest
- 1966 Symfonie nr. 2
- 1968-1970 Concerto, voor piano en orkest
- 1972 Symphonia Concertante, voor negen instrumenten
- 1975 Organon II, voor strijkorkest
- 1984 Concerto, voor twee piano's, twee slagwerkers, strijkers en koperblazers
- Poem, voor viool en orkest

### Werken voor harmonieorkest
- 1968 Choric Song and Toccata, voor harmonieorkest
- 1979 Overture on a Southern Hymn, voor harmonieorkest

### Oratoria
- 1960-1964 Nabuchodonosor, oratorium voor tenor, bas, mannenkoor, harmonieorkest en twee piano's

### Werken voor koor
- 1948 Abraham Lincoln Walks at Midnight, voor gemengd koor
- 1953 Slow, Slow, Fresh Fount, voor gemengd koor
- 1975 Portents of Aquarius, voor gemengd koor en orgel

### Vocale muziek
- 1951 Carmina amoris, voor sopraan, klarinet, altviool en piano

### Kamermuziek
- 1939-1959 Strijkkwartetten nr. 1–4
- 1947 Piano Quartet nr. 1
- 1949 Chamber Concerto nr. 1
- 1950 Piano Quintet
- 1951 Sonata, voor altviool en piano
- 1951 Blaaskwintet
- 1952 Quintet, voor klarinet, piano en strijktrio
  1. Poco lento
  2. Allegro molto
  3. Andante grazioso
  4. Allegro vivo
- 1952-1953 Quintet, voor dwarsfluit, klarinet, viool, cello en piano
- 1958 Piano Trio
- 1972 Sonata, voor trompet en piano
- 1974 Piano Quartet nr. 2
- 1978 Sonata nr. 1, voor cello en piano
- 1983 Sonata nr. 2, voor cello en piano

### Werken voor piano
- 1938 rev.1946 Sonata nr. 1
- 1942 rev.1948 Sonata nr. 2
- 1945 Toccata Ostinato
- 1979 Sonata nr. 3